# Block Island (Nunavut)
Block Island – niezamieszkana wyspa w Cieśninie Davisa, w Archipelagu Arktycznym, w regionie Qikiqtaaluk, na terytorium Nunavut, w Kanadzie. W pobliżu Block Island znajdują się wyspy: Paugnang Island (6 km), Durban Island (7,1 km), Padloping Island (14 km) i Qaqaluit Island (21,2 km).